# 예약어
예약어(豫約語, 영어: reserved word)는 컴퓨터 프로그래밍 언어에서 이미 문법적인 용도로 사용되고 있기 때문에 식별자로 사용할 수 없는 단어들이다. 예를 들어 C에서 true, false, return은 변수명이나 함수명으로 사용할 수 없다. 그런 단어들은 키워드이다.
때로는 아직 구현되지 않은 명령들을 위하여 예약어를 지정하기도 한다. 예를 들어 자바에는 const와 goto와 같은 예약어가 있는데 이것은 아직 사용되지 않지만 예약어이므로 식별자로 사용될 수 없다. 이것은 나중에 구현될 경우에 기존의 원시 코드를 그대로 이용할 수 있도록 한 것이다.

## 같이 보기
- C 언어의 문법